# Rhipsalidopsis rosea

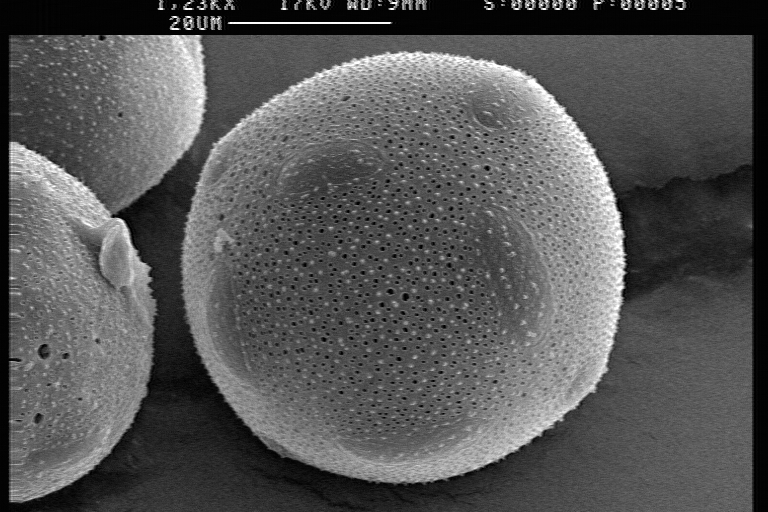
Pollenkorn

Rhipsalidopsis rosea ist eine Pflanzenart in der Gattung Rhipsalidopsis aus der Familie der Kakteengewächse (Cactaceae) und ein Hybridelternteil des „Osterkaktus“ (Hatiora ×graeseri). Das Artepitheton rosea stammt aus dem Lateinischen, bedeutet ‚rosenartig‘ und verweist auf die Farbe der Blüten.

## Beschreibung
Rhipsalidopsis rosea wächst in der Regel mit ein bis drei aufrechten Haupttrieben. Die flachen oder drei bis sechskantigen, anfangs rötlichen, später dunkelgrünen Triebsegmente sind an den Seiten konkav und 2 bis 4 Zentimeter lang. Die Ränder sind zwei- bis dreimal gekerbt. Die Areolen befinden sich entlang der Ränder und der Spitze der Triebe. Sie sind mit wenigen, feinen Borsten besetzt.
Die breit trichterförmigen, rosafarbenen Blüten sind 3 bis 4 Zentimeter lang und weisen ebensolche Durchmesser auf. Die gelblichen Früchte sind niedergedrückt kugelförmig.

## Verbreitung, Systematik und Gefährdung
Das Verbreitungsgebiet von Rhipsalidopsis rosea erstreckt sich vom brasilianischen Bundesstaat Paraná bis nach Rio Grande do Sul, wo sie im Nebelwald in Höhenlagen von 1000 bis 2000 Metern wächst.
Die Erstbeschreibung als Rhipsalis rosea  erfolgte 1912 durch Nils Gustaf Lagerheim. Nathaniel Lord Britton und Joseph Nelson Rose stellten die Art 1923 in die Gattung Rhipsalidopsis. Weitere nomenklatorische Synonyme sind Hatiora rosea (Lagerh.) Barthlott (1987) und Schlumbergera rosea (Lagerh.) Calvente & Zappi (2011).
In der Roten Liste gefährdeter Arten der IUCN wird die Art als „Near Threatened (NT)“, d. h. als gering gefährdet geführt.

## Nachweise